# Vòm Mặt Trăng

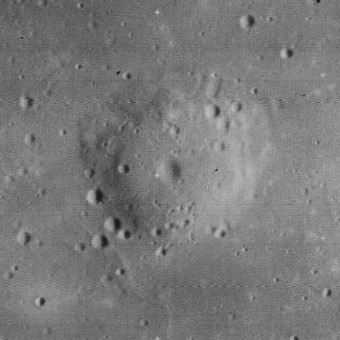
Vòm Mặt Trăng điển hình Milichius Pi, đường kính gần 11 km

Vòm Mặt Trăng là một loại núi lửa hình khiên được phát hiện trên bề mặt của Mặt Trăng, vệ tinh của Trái Đất. Chúng thường được hình thành bởi dung nham cực nhớt, có thể giàu silica phun trào từ các lỗ thoát cục bộ, theo sau đó là quá trình nguội khá chậm. Các vòm Mặt Trăng là những cấu trúc dạng hình tròn rộng với độ dốc thoải, lên tới độ cao vài trăm mét tới điểm trung tâm. Chúng thường có đường kính từ 8–12 km, nhưng cũng có thể lên tới 20 km. Một số vòm còn chứa một hố nhỏ ở đỉnh.
Một số vòm Mặt Trăng đã được cho thấy chứa cùng loại vật liệu được tìm thấy trên biển Mặt Trăng. Do đó chúng có thể đã được tạo ra bởi một cơ chế khác biệt so với dòng chảy hình thành biển. Những vòm này được cho là đã được hình thành từ một buồng magma gần bề mặt hơn so với trường hợp biển Mặt Trăng. Điều này dẫn đến áp suất thấp hơn, và do đó dung nham chảy chậm hơn. Magma trào lên qua một kẽ nứt trên bề mặt, nhưng dòng chảy dần tập trung qua một miệng phun chính. Sự tập trung này có thể dẫn đến một miệng hố trên đỉnh của vòm. 
Một số cụm các vòm Mặt Trăng tại vùng Marius Hills đã được xem xét làm địa điểm đổ bộ có thể của nhiệm vụ Apollo 15. Các cụm vòm Mặt Trăng còn có mặt quanh các hố Hortensius và T. Mayer, trên khắp đỉnh núi Mons Rümker, và trên biển trăng Mare Fecunditatis. Các vòm mặt trăng đơn lẻ cũng đã được phát hiện, gồm Kies Pi (π), Milichius Pi (π), Mons Gruithuisen Gamma (γ) và Delta (δ), và các vòm gần các hố va chạm Gambart C, Beer, và Capuanus. Omega Cauchy (ω) và Tau Cauchy (τ) tạo thành một cặp vòm gần hố Cauchy, các vòm Arago Alpha (α) và Arago Beta (β) gần hố Arago cũng vậy. Ngoài ra cũng có hai vòm phía nam đỉnh Mons Esam. IAU hiện không có quy tắc chính thức hóa việc đặt tên cho các vòm mặt trăng, nhưng thường lệ trong tài liệu chuyên ngành và khoa học Mặt Trăng là đặt tên vòm theo tên của hố va chạm gần nhất, theo sau là một số hoặc chữ để chỉ thứ tự phát hiện. 

## Ví dụ

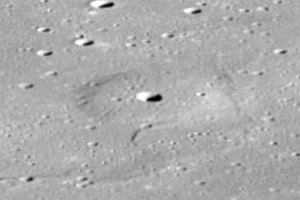
Omega Cauchy, với hố nhỏ Donna trên đỉnh của nó, tại biển trăng Mare Tranquillitatis
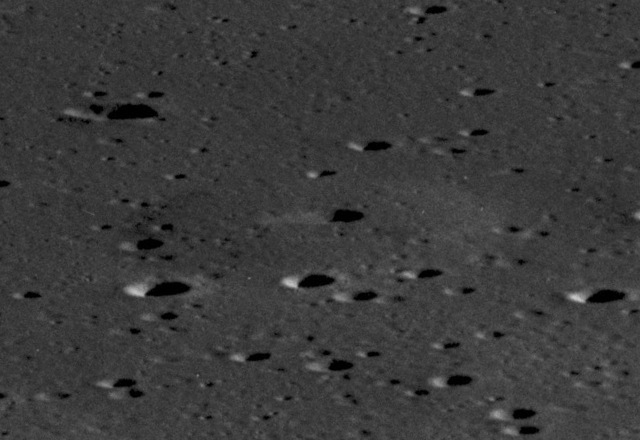
Góc nhìn xiên của một vòm phía bắc hố Sinas, trên Mare Tranquillitatis
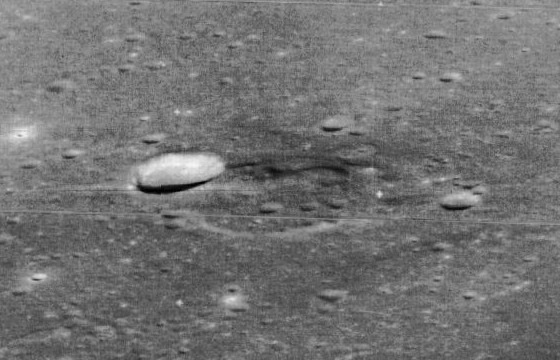
Góc nhìn xiên của vòm Mặt Trăng gần hố Messier tại Mare Fecunditatis. Hố phía bên trái trung tâm không liên quan (được hình thành sau vòm).
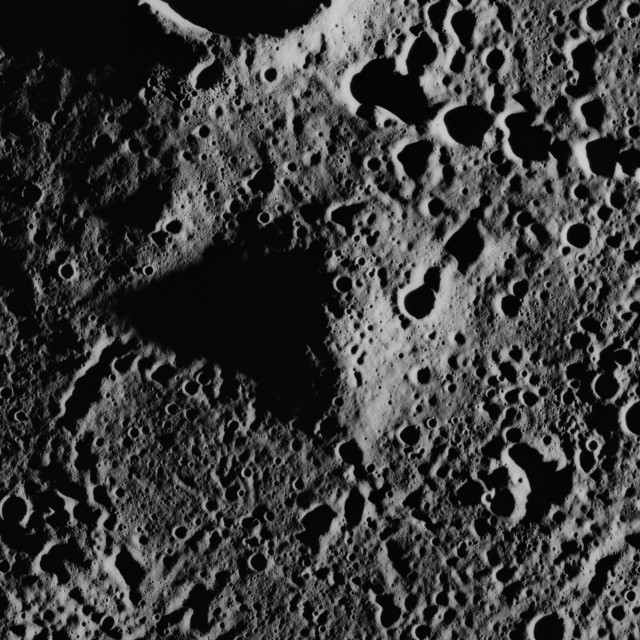
Vòm Mặt Trăng phía nam hố Beer, trên Mare Imbrium
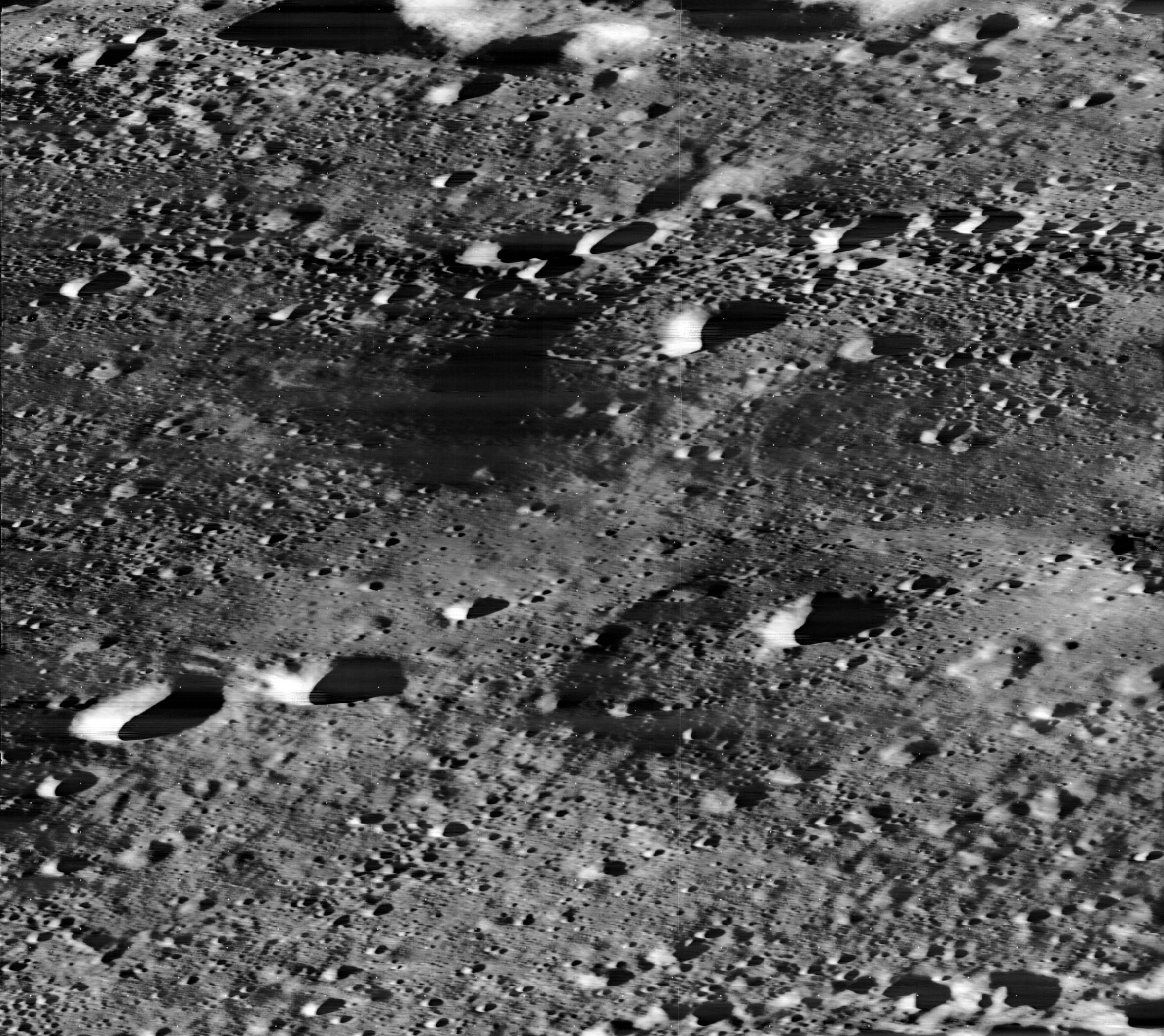
Góc nhìn xiên của ba trong số sáu vòm Mặt Trăng phía bắc hố Hortensius, chụp từ tàu Lunar Orbiter 3
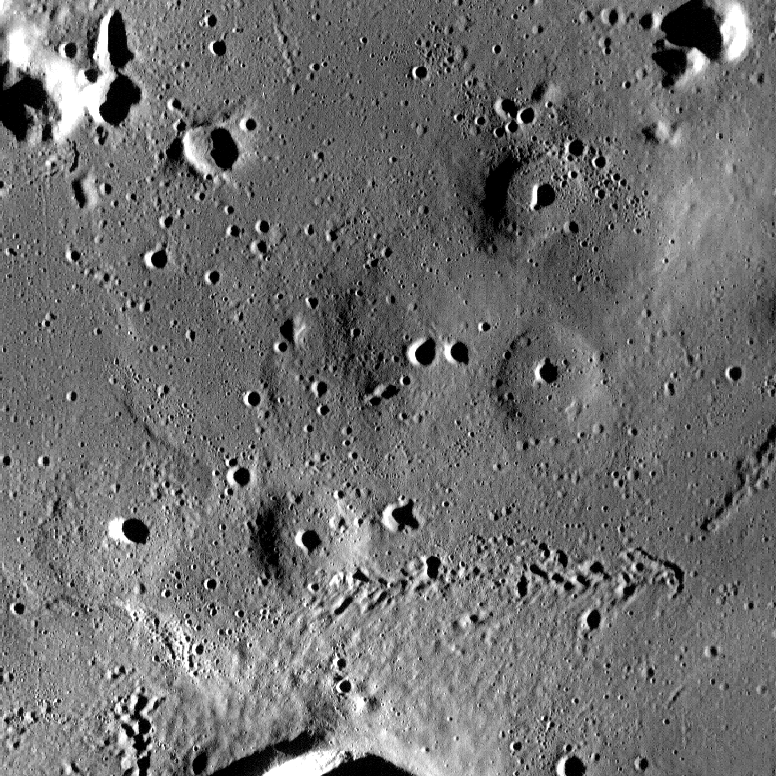
Ảnh LRO của các vòm Hortensius
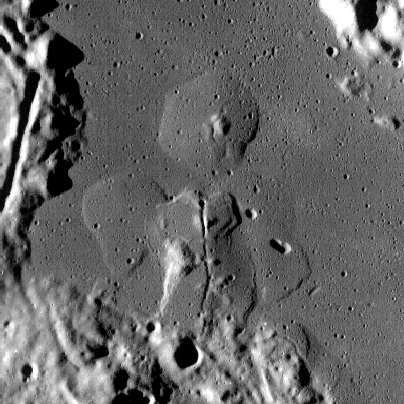
Các vòm tại Lacus Veris, bồn địa Orientale
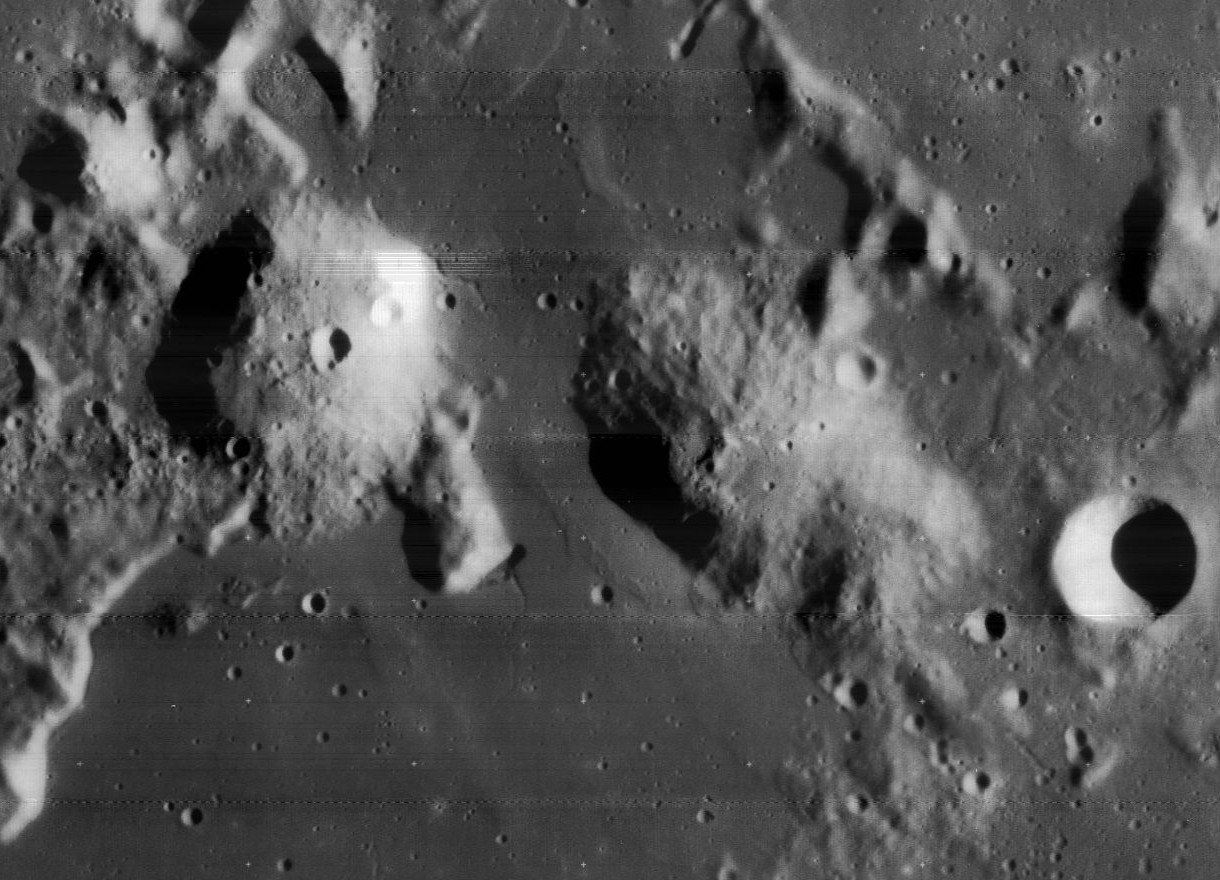
Các núi Gruithuisen Gamma (bên trái) và Delta (bên phải), chụp từ tàu Lunar Orbiter 4